# Yuzawa (Niigata)
Yuzawa (jap. 湯沢町 Yuzawa-machi) – miasto w Japonii, na wyspie Honsiu, w prefekturze Niigata. Według danych na rok 2020 miejscowość zamieszkiwało 7 767 mieszkańców , a gęstość zaludnienia wyniosła 21,7 os./km².